# Naturpark Saale-Unstrut-Triasland

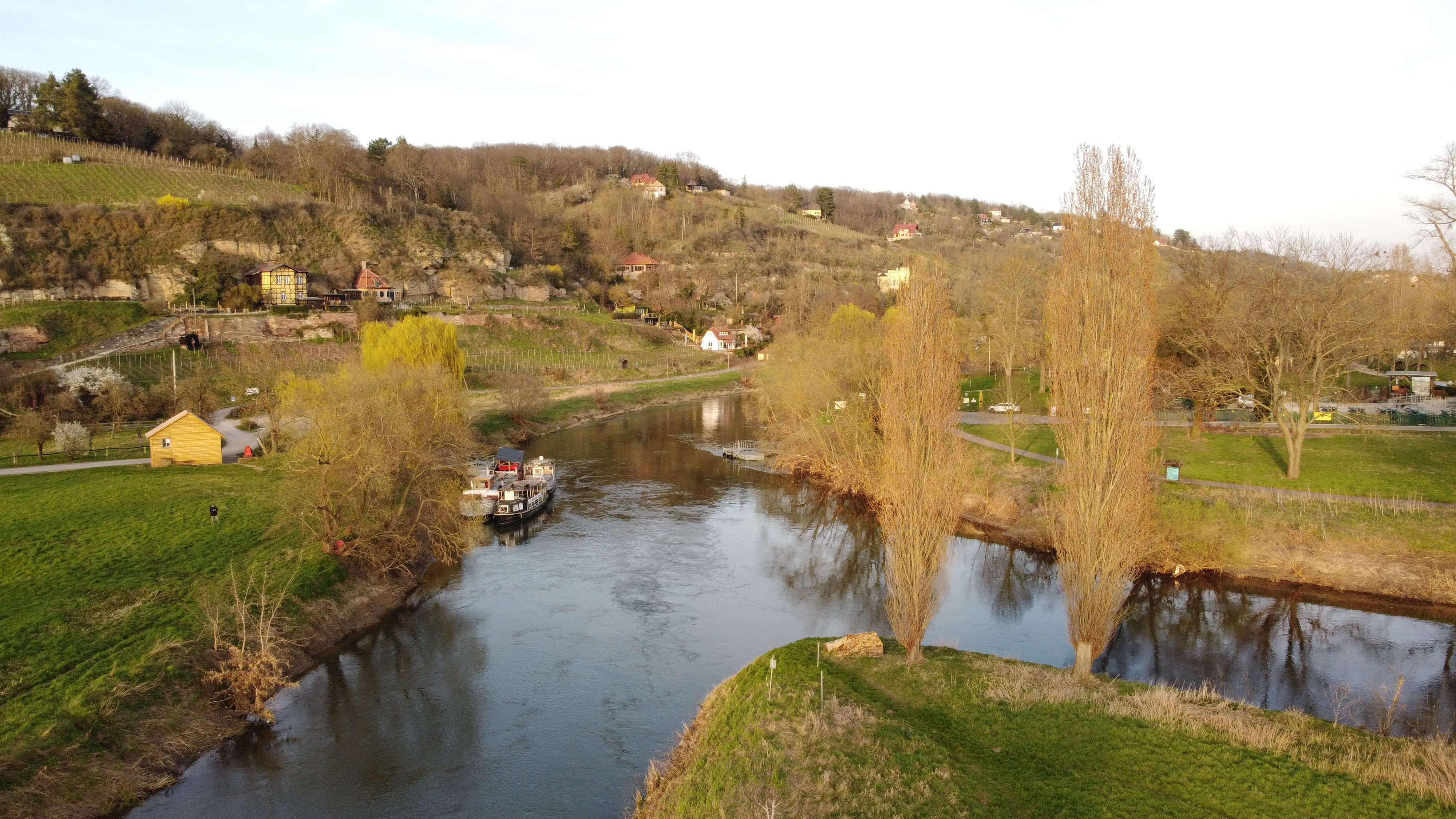
Mündung der Unstrut (links) in die Saale (rechts)

Der Naturpark Saale-Unstrut-Triasland liegt im Burgenlandkreis und im Saalekreis in Sachsen-Anhalt. Auch einige angrenzende thüringische Gemeinden zählen zum Naturparkgebiet. Auf einer Fläche von 103.737 ha  soll das Miteinander von Kultur und Natur präsentiert werden.
Die hügelige Region ist geprägt vom Weinanbau an Saale-Unstrut, Streuobstwiesen, einer vielfältigen Tier- und Pflanzenwelt sowie Burgen und Schlössern. Die Saale und die Unstrut bieten sich mit ihren Auenlandschaften für Ausflüge und Wasserwanderungen an.
2013 erfolgte die Erweiterung des Namens auf „Geo-Naturpark Saale-Unstrut-Triasland“, um den besonderen geologischen Gegebenheiten im Gebiet nachzukommen.

## Wichtige Sehenswürdigkeiten
- Fundort der Himmelsscheibe von Nebra
- Herzoglicher Weinberg, Schauweinberg in Freyburg
- Burgen und Schlösser: Neuenburg, Rudelsburg, Schloss Burgscheidungen, Schloss Steinburg, Burg Saaleck, Burg Schönburg, Eckartsburg, Schloss Neu-Augustusburg, Schloss Moritzburg, Pfalz Allstedt, Burg Querfurt
- Historische Dorfanlagen: Reinsdorf, Ebersroda, Kirchscheidungen, Burgheßler, Zeisdorf
- Dom und Kirchen: Kloster Pforta, Naumburger Dom, Kloster Goseck, Kirche Steinbach, Kloster Zscheiplitz und Pfalz und Kloster Memleben
- Stadtanlagen: Marktensemble, Zeitz, Naumburg, Stadtmauer in Freyburg, Kirche und Friedhof Laucha
- Archäologische Denkmale: Klein-Friedenthal, Burgstelle Rabenswalde, Steinkreuze, Sonnenobservatorium Goseck
- Historische Landnutzung: Weinbergsterrassen und -häuser, Streuobstwiesen, Niederwälder
- Technische Denkmale: Gradierwerke in Bad Kösen und Bad Sulza, Glockenmuseum Laucha an der Unstrut, historische Mühlen

## Fernwanderwege, Radwege und Altstraßen
- Via Regia
- Feengrotten-Kyffhäuser-Weg
- Saale-Radweg

## Ferien- und Themenstraßen
- Straße der Romanik
- Weinstraße Saale-Unstrut